# Serie A 1982/83
De Serie A 1982/83 was het 80ste voetbalkampioenschap (scudetto) in Italië en het 52ste seizoen van de Serie A. AS Roma werd kampioen.

## Eindstand
|     | Team            | Ptn | Wed | W  | G  | V  | DV | DT | Opmerking |
| --- | --------------- | --- | --- | -- | -- | -- | -- | -- | --------- |
| 1.  | AS Roma         | 43  | 30  | 16 | 11 | 3  | 47 | 24 | EC I      |
| 2.  | Juventus FC     | 39  | 30  | 15 | 9  | 6  | 49 | 26 | EC II     |
| 3.  | Internazionale  | 38  | 30  | 12 | 14 | 4  | 40 | 23 | UEFA Cup  |
| 4.  | Hellas Verona   | 35  | 30  | 11 | 13 | 6  | 37 | 31 | UEFA Cup  |
| 5.  | AC Fiorentina   | 34  | 30  | 12 | 10 | 8  | 36 | 25 |           |
| 6.  | Udinese Calcio  | 32  | 30  | 6  | 20 | 4  | 25 | 29 |           |
| 7.  | Sampdoria Genua | 31  | 30  | 8  | 15 | 7  | 31 | 30 |           |
| 8.  | Torino Calcio   | 30  | 30  | 9  | 12 | 9  | 30 | 28 |           |
| 9.  | US Avellino     | 28  | 30  | 8  | 12 | 10 | 29 | 34 |           |
| 9.  | SSC Napoli      | 28  | 30  | 7  | 14 | 9  | 22 | 29 |           |
| 11. | Pisa Calcio     | 27  | 30  | 8  | 11 | 11 | 27 | 27 |           |
| 11. | Genoa CFC       | 27  | 30  | 6  | 15 | 9  | 34 | 38 |           |
| 11. | Ascoli          | 27  | 30  | 9  | 9  | 12 | 32 | 37 |           |
| 14. | Cagliari Calcio | 26  | 30  | 6  | 14 | 10 | 23 | 33 | Serie B   |
| 15. | \| AC Cesena    | 22  | 30  | 4  | 14 | 12 | 22 | 35 | Serie B   |
| 16. | US Catanzaro    | 13  | 30  | 2  | 9  | 19 | 21 | 56 | Serie B   |

## Kampioen
|                   |
|                   |
| AS ROMA 2de titel |

## Statistieken

### Topscorers
- In onderstaand overzicht zijn alleen de spelers opgenomen met negen of meer treffers achter hun naam.

| № | Naam                 | Club            | Goals | Pen. | Duels | Gem. |
| - | -------------------- | --------------- | ----- | ---- | ----- | ---- |
| 1 | Michel Platini       | Juventus        | 18    | 1    | 30    | 0,60 |
| 2 | Alessandro Altobelli | Internazionale  | 16    | 3    | 30    | 0,53 |
| 3 | Domenico Penzo       | Hellas Verona   | 15    | 3    | 29    | 0,51 |
| 4 | Roberto Pruzzo       | AS Roma         | 12    | 3    | 27    | 0,44 |
| 5 | Luigi Piras          | Cagliari Calcio | 9     | 2    | 26    | 0,34 |
| 6 | Giancarlo Antognoni  | ACF Fiorentina  | 9     | 6    | 27    | 0,33 |
| 7 | Massimo Briaschi     | Genoa CFC       | 9     | 0    | 28    | 0,32 |

### Meeste speelminuten
| Naam              | Club(s)        | Duels | Min.  | Werd in het veld gebracht | Werd van het veld gehaald |
| ----------------- | -------------- | ----- | ----- | ------------------------- | ------------------------- |
| Pietro Vierchowod | AS Roma        | 30    | 2.700 | 0                         | 0                         |
| Silvano Martina   | Genoa CFC      | 30    | 2.700 | 0                         | 0                         |
| Roberto Tricella  | Hellas Verona  | 30    | 2.700 | 0                         | 0                         |
| Domenico Volpati  | Hellas Verona  | 30    | 2.700 | 0                         | 0                         |
| Edinho            | Udinese Calcio | 30    | 2.700 | 0                         | 0                         |
| Giovanni Galli    | AC Fiorentina  | 30    | 2.700 | 0                         | 0                         |

### Nederlanders
Onderstaande Nederlandse voetballers kwamen in het seizoen 1982/83 uit in de Serie A.
| Naam                 | Club       | Debuut in Serie A | Duels | Goals |
| -------------------- | ---------- | ----------------- | ----- | ----- |
| Ruud Krol            | SSC Napoli | 21.09.1980        | 30    | 0     |
| Michel van de Korput | Torino FC  | 13.09.1981        | 27    | 1     |
| Jan Peters           | Genoa CFC  | 12.09.1982        | 19    | 0     |

### Scheidsrechters
| Naam            | Geboren    | Debuut     | Duels | Kreeg geel | Kreeg voor de tweede keer geel en dus rood | Weggestuurd | Pen. |
| --------------- | ---------- | ---------- | ----- | ---------- | ------------------------------------------ | ----------- | ---- |
| Enzo Barbaresco | 24.04.1937 | 03.12.1967 | 13    | ?          | ?                                          | ?           | 2    |

### AS Roma
Bijgaand een overzicht van de spelers van AS Roma, die in het seizoen 1982/83 onder leiding van de Zweedse trainer-coach Nils Liedholm voor de tweede keer in de clubgeschiedenis kampioen van Italië werden.
| Naam                   | Min.  | Duels | B  | Werd in het veld gebracht | Werd van het veld gehaald | Goal | Kreeg geel | Kreeg voor de tweede keer geel en dus rood | Weggestuurd |
| ---------------------- | ----- | ----- | -- | ------------------------- | ------------------------- | ---- | ---------- | ------------------------------------------ | ----------- |
| Franco Tancredi        | 2665' | 30    | 30 | 0                         | 1                         | 0    | ?          | ?                                          | ?           |
| Pietro Vierchowod      | 2700' | 30    | 30 | 0                         | 0                         | 0    | ?          | ?                                          | ?           |
| Agostino Di Bartolomei | 2476' | 28    | 28 | 0                         | 1                         | 6    | ?          | ?                                          | ?           |
| Sebastiano Nela        | 2472' | 28    | 28 | 0                         | 5                         | 2    | ?          | ?                                          | ?           |
| Paulo Roberto Falcão   | 2430' | 27    | 27 | 0                         | 0                         | 8    | ?          | ?                                          | ?           |
| Roberto Pruzzo         | 2362' | 27    | 27 | 0                         | 3                         | 12   | ?          | ?                                          | ?           |
| Bruno Conti            | 2290' | 26    | 26 | 0                         | 4                         | 3    | ?          | ?                                          | ?           |
| Aldo Maldera           | 2287' | 26    | 26 | 0                         | 3                         | 1    | ?          | ?                                          | ?           |
| Herbert Prohaska       | 2306' | 26    | 26 | 0                         | 2                         | 3    | ?          | ?                                          | ?           |
| Maurizio Iorio         | 1969' | 25    | 22 | 3                         | 5                         | 5    | ?          | ?                                          | ?           |
| Carlo Ancelotti        | 1985' | 23    | 22 | 1                         | 1                         | 2    | ?          | ?                                          | ?           |
| Odoacre Chierico       | 860'  | 16    | 8  | 8                         | 1                         | 2    | ?          | ?                                          | ?           |
| Michele Nappi          | 911'  | 16    | 10 | 6                         | 1                         | 0    | ?          | ?                                          | ?           |
| Claudio Valigi         | 974'  | 13    | 11 | 2                         | 1                         | 0    | ?          | ?                                          | ?           |
| Ubaldo Righetti        | 856'  | 12    | 8  | 4                         | 0                         | 0    | ?          | ?                                          | ?           |
| Paolo Faccini          | 107'  | 3     | 1  | 2                         | 0                         | 1    | ?          | ?                                          | ?           |
| Franco Superchi        | 35'   | 1     | 0  | 1                         | 0                         | 0    | ?          | ?                                          | ?           |
| Paolo Giovannelli      | 15'   | 1     | 0  | 1                         | 0                         | 0    | ?          | ?                                          | ?           |
|                        |       |       |    |                           |                           |      |            |                                            |             |
| Paolo Baldieri         | 0     | 0     | 0  | 0                         | 0                         | 0    | 0          | 0                                          | 0           |
| Giuseppe Giannini      | 0     | 0     | 0  | 0                         | 0                         | 0    | 0          | 0                                          | 0           |